# Constantino Méndez
Constantino Méndez Martínez (Puentecesures, Pontevedra, 25 de octubre de 1950 - Madrid, 13 de agosto de 2023) fue un alto funcionario y político español, que desempeñó importantes puestos en la Administración del General Estado durante gobiernos de Felipe González y José Luis Rodríguez Zapatero.

## Biografía
Primeros años
Nació en el municipio pontevedrés de Puentecesures (España) el 25 de octubre de 1950. Se licenció en Derecho por la Universidad de Santiago de Compostela y perteneció al Cuerpo de Titulados Superiores de la Seguridad Social desde 1974. En este ámbito, llegó a ser director general del Instituto Social de la Marina (entre 1983 y 1987) y del Instituto Nacional de la Seguridad Social (entre 1987 y 1994).
Entre 1993 y 1996, durante la v legislatura de las Cortes Generales, fue diputado por Pontevedra en el Congreso dentro del Grupo Parlamentario Socialista. En 1994 fue nombrado secretario de Estado para la Administración Pública, hasta 1996.
Posteriormente, pasó por entidades sociales como la ONCE o CERMI.
Delegado del Gobierno
Con la llegada al poder de José Luis Rodríguez Zapatero en 2004, fue nombrado delegado del Gobierno en la Comunidad de Madrid. Su mandato se centró en la lucha contra las bandas latinas juveniles y el crimen organizado, incorporando alrededor de 3000 agentes nuevos en la comunidad. Asimismo, fue un mandato polémico por sus enfrentamientos constantes con la presidenta de la región, Esperanza Aguirre, y con su vicepresidente, Alfredo Prada, siendo reprobado por la Asamblea de Madrid en 2006. Perjudicado políticamente por el Caso Bono, dimitió el 8 de mayo de 2006, tras la condena a dos agentes de policía.
En junio de 2007 fue nombrado vicepresidente de la comisión gestora, presidida por Cristina Narbona, encargada de dirigir el Partido Socialista de Madrid tras la dimisión de Rafael Simancas.
Tras ocupar la presidencia de la Sociedad Estatal de Infraestructuras y Equipamientos Penitenciarios (2006-2008), fue nombrado secretario de Estado de Defensa por la ministra de Defensa Carme Chacón. Desempeñó dicho cargo hasta 2011, en que cesa tras la victoria electoral del Partido Popular. Durante su tiempo al frente de la Secretaría de Estado de Defensa, defendió en diversas ocasiones que España necesitaba un «campeón nacional» de la industria de Defensa, en relación con una hipotética empresa nacional fuerte en esta industria, en contraposición a pequeñas empresas sin capacidad de influir.
Tras abandonar la vida política, pasó a ser asesor de la consultora Llorente & Cuenca hasta su fallecimiento el 13 de agosto de 2023, a los 72 años.